# ائل‌گلی (محله)
ائل‌گلی (شاه‌گلی) یکی از محله‌های قدیمی شهر تبریز می‌باشد که در ناحیهٔ جنوب شرقی این شهر و در حوزهٔ استحفاضی شهرداری منطقهٔ ۲ تبریز واقع شده‌است. محلهٔ ائل‌گلی در گذشته یکی از روستاهای پیرامون شهر تبریز به‌شمار می‌رفته‌است. بعدها به دلیل رونق‌گرفتن ساخت و ساز در این منطقه که از آب و هوایی مناسب نسب به سایر نقاط شهر بهره‌مند است و وجود پارک بزرگ شاه گلی در این منطقه، به یکی از محله‌های بالای شهر و گران‌قیمت تبریز تبدیل شده‌است.

## نام‌شناسی
روستای «شاهگلی» (محلهٔ ائل‌گلی فعلی) در اولین سرشماری رسمی ایران در سال ۱۳۳۵ خورشیدی، جمعیتی بالغ بر ۵۷۶ نفر را در خود جای داده بود. هرچند پس از پیروزی انقلاب ۱۳۵۷، نام این محله و مجموعهٔ گردشگری واقع در مجاورت آن در اکثر اسناد رسمی و نقشه‌ها به «ائل‌گلی» تغییر یافت؛ اما در تاریخ ۲۷ بهمن ۱۳۸۷ خورشیدی، این مجموعه با عنوان «شاه‌گلی» به عنوان یکی از آثار ملی ایران به ثبت رسید. در برخی از نقشه‌های تبریز در دورهٔ جمهوری اسلامی نیز نام این مجموعه به صورت «شاه‌گلی» درج شده‌است.

## نگارخانه

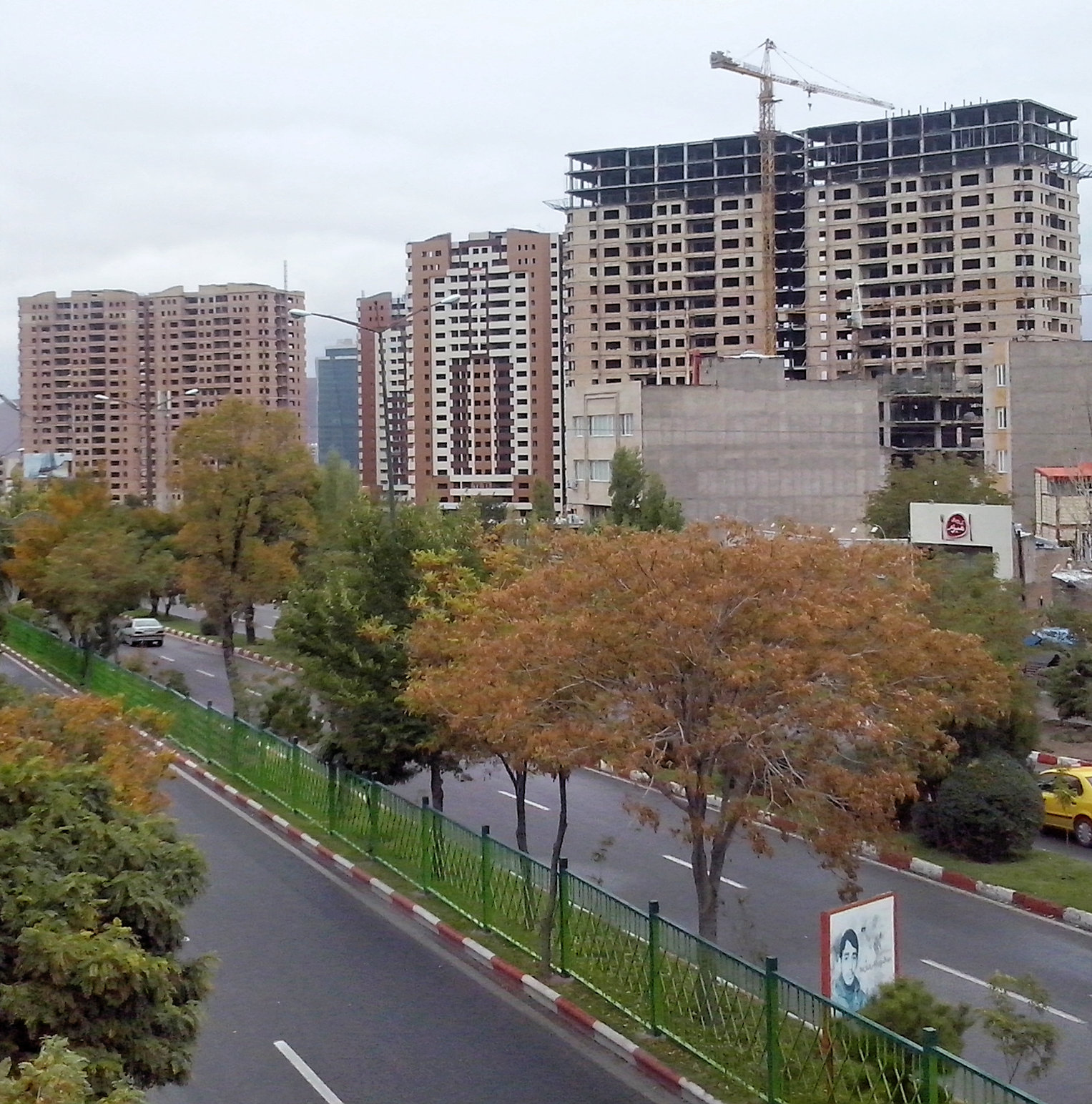
برج‌های حاشیه بلوار شهید باکری تبریز
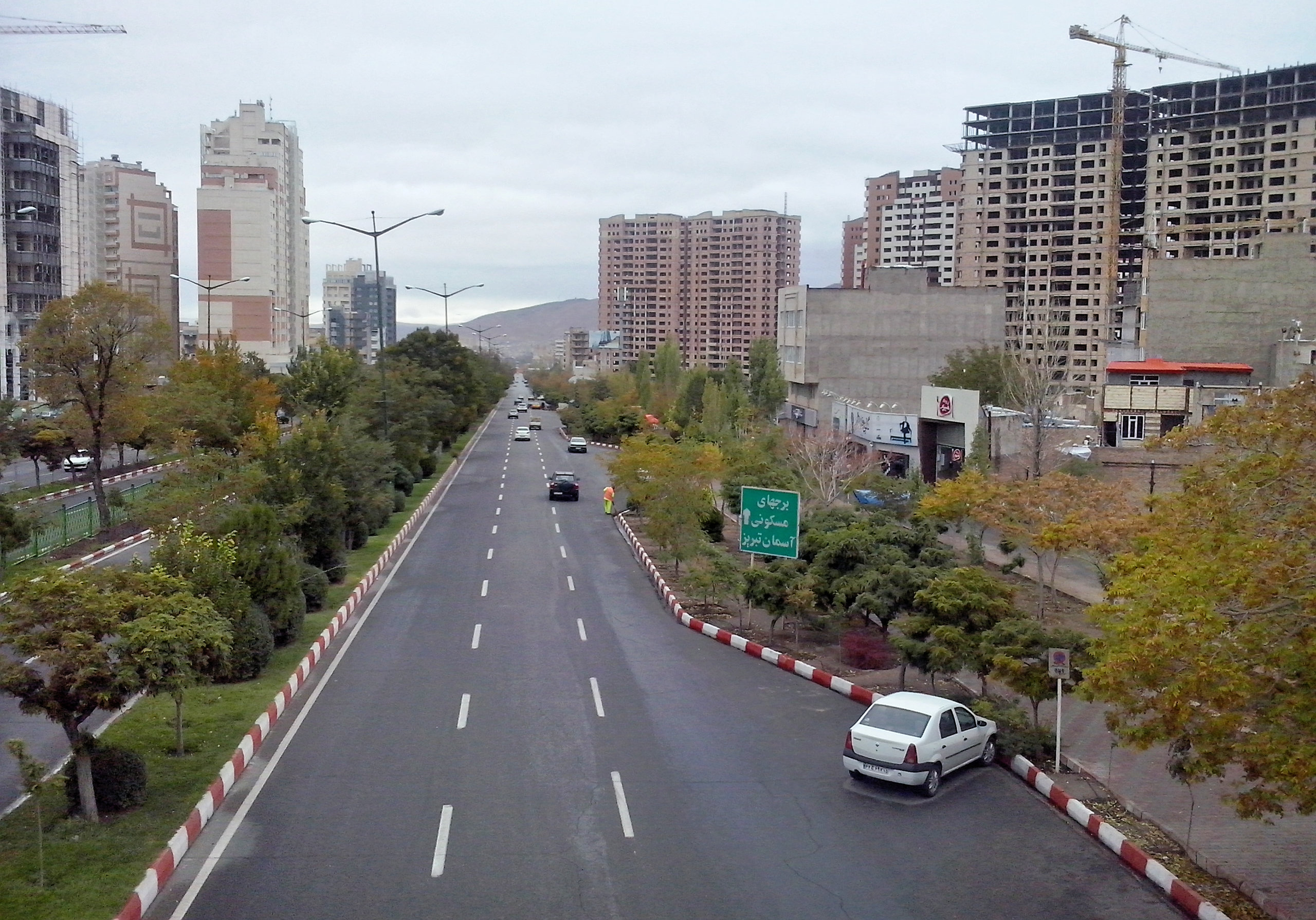
بلوار شهید باکری
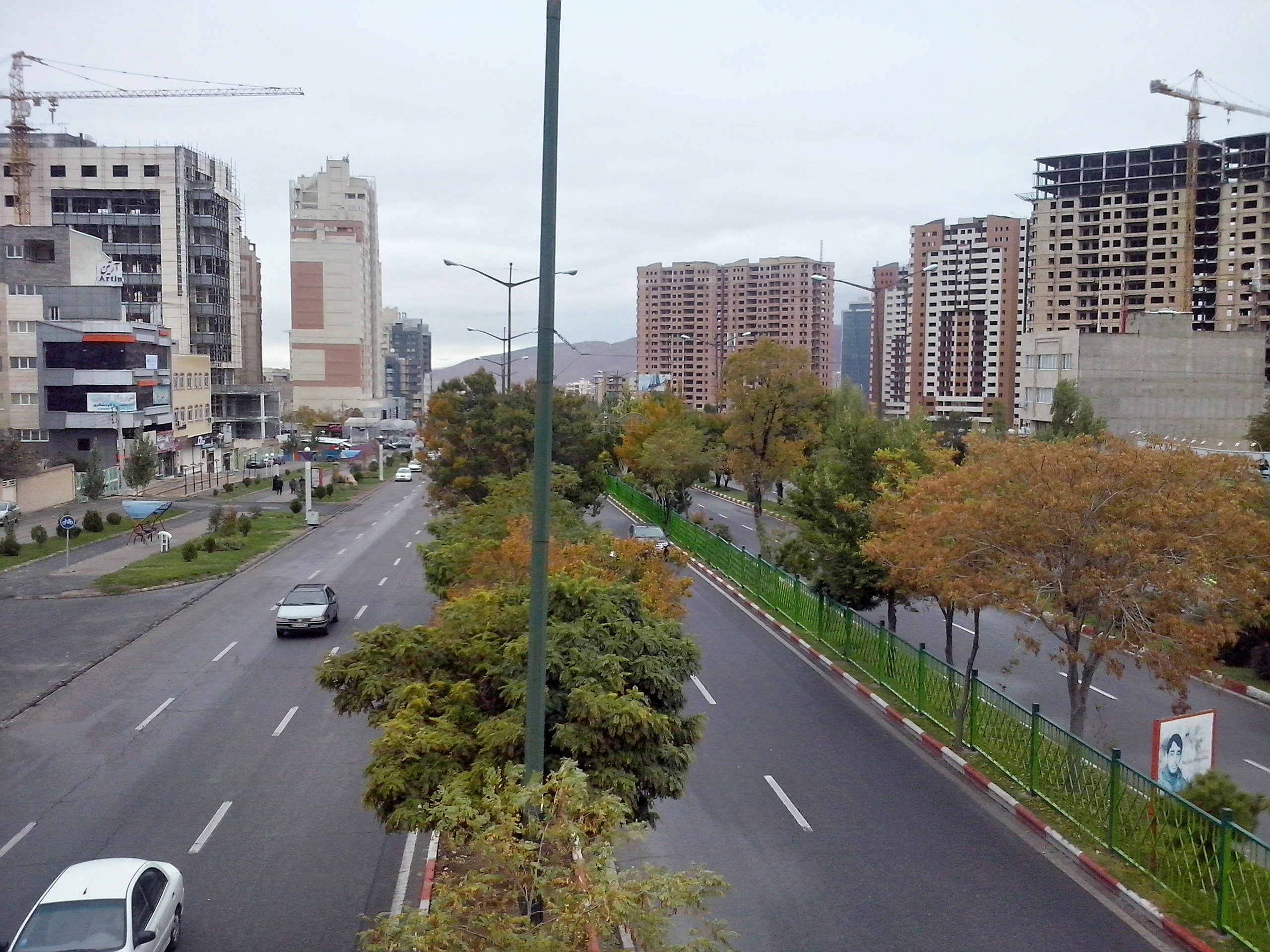
بلوار شهید باکری
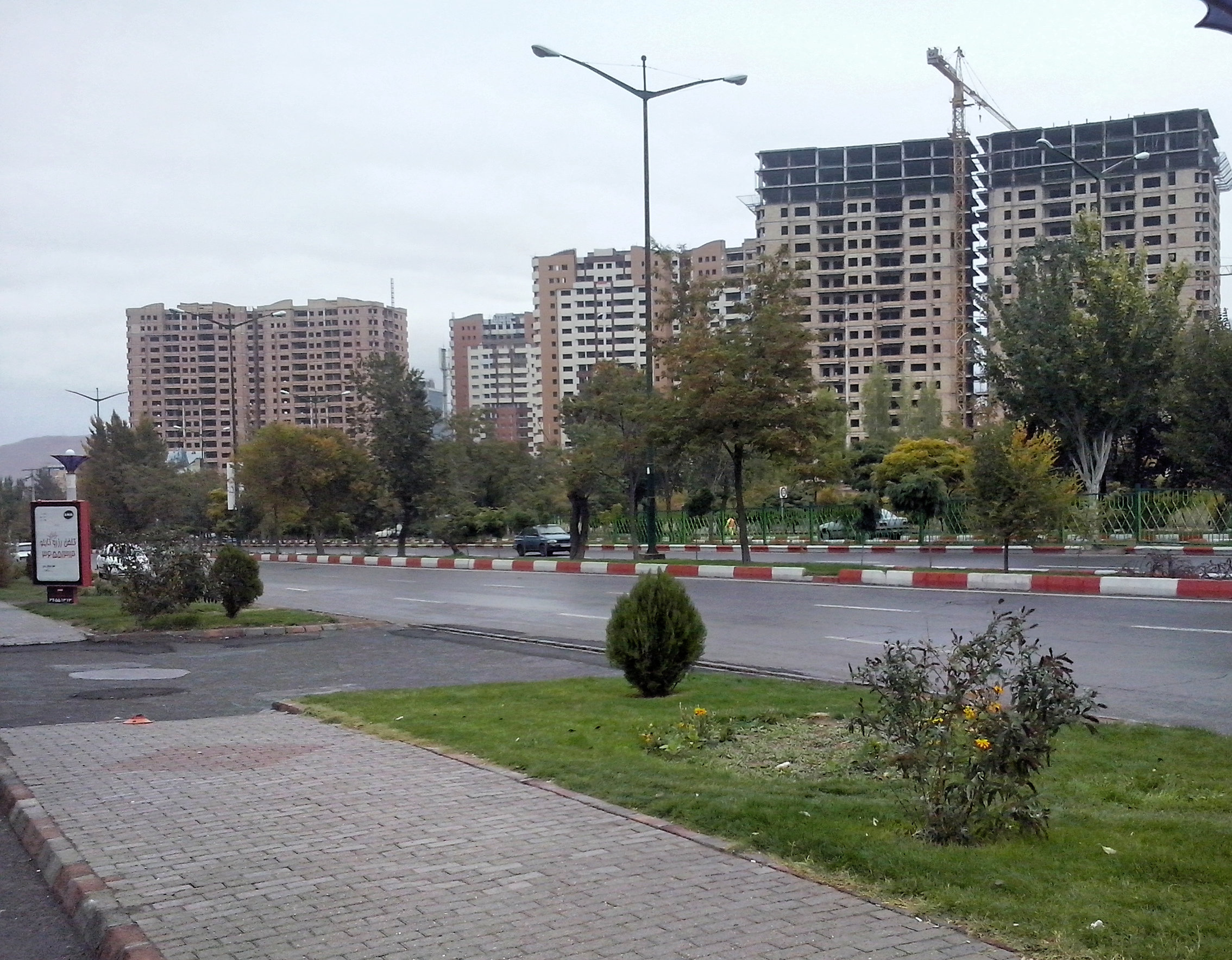
بلوار شهید باکری